# أولا هدسون
أولا هدسون (بالإنجليزية: Ola Hudson)‏ هي مصممة أزياء أمريكية، ولدت في 1947، وتوفيت في 5 يونيو 2009 في لوس أنجلوس في الولايات المتحدة.